# Liste der Bodendenkmäler in Gollhofen
Auf dieser Seite sind die Bodendenkmäler in der mittelfränkischen Gemeinde Gollhofen zusammengestellt. Diese Tabelle ist eine Teilliste der Liste der Bodendenkmäler in Bayern. Grundlage ist die Bayerische Denkmalliste, die auf Basis des Bayerischen Denkmalschutzgesetzes vom 1. Oktober 1973 erstmals erstellt wurde und seither durch das Bayerische Landesamt für Denkmalpflege geführt wird. Die folgenden Angaben ersetzen nicht die rechtsverbindliche Auskunft der Denkmalschutzbehörde.

## Bodendenkmäler in Gollhofen
| Lage       | Objekt                                                                                | Akten-Nr.     | Bild |
| ---------- | ------------------------------------------------------------------------------------- | ------------- | ---- |
| (Standort) | Siedlung vorgeschichtlicher Zeitstellung.                                             | D-5-6426-0002 |      |
| (Standort) | Siedlung der Spätlatènezeit.                                                          | D-5-6426-0003 |      |
| (Standort) | Siedlung vor- und frühgeschichtlicher Zeitstellung.                                   | D-5-6426-0004 |      |
| (Standort) | Mittelalterliche und frühneuzeitliche Befunde im Bereich der Kirche St. Jakobus       | D-5-6426-0100 |      |
| (Standort) | Siedlung vorgeschichtlicher Zeitstellung.                                             | D-5-6427-0044 |      |
| (Standort) | Siedlung vor- und frühgeschichtlicher Zeitstellung.                                   | D-5-6427-0045 |      |
| (Standort) | Siedlung der Linearbandkeramik.                                                       | D-5-6427-0046 |      |
| (Standort) | Siedlung vor- und frühgeschichtlicher Zeitstellung.                                   | D-5-6427-0047 |      |
| (Standort) | Siedlung vor- und frühgeschichtlicher Zeitstellung.                                   | D-5-6427-0048 |      |
| (Standort) | Siedlung vor und frühgeschichtlicher Zeitstellung.                                    | D-5-6427-0049 |      |
| (Standort) | Siedlung der Hallstattzeit.                                                           | D-5-6427-0050 |      |
| (Standort) | Siedlung vor- und frühgeschichtlicher Zeitstellung.                                   | D-5-6427-0051 |      |
| (Standort) | Mittelalterliche und frühneuzeitliche Befunde im ehem. befestigten Ortsbereich        | D-5-6427-0233 |      |
| (Standort) | Mittelalterliche und frühneuzeitliche Befunde im Bereich der Evang.-Luth. Pfarrkirche | D-5-6427-0234 |      |
| (Standort) | Mittelalterliche und frühneuzeitliche Dorfbefestigung von Gollhofen.                  | D-5-6427-0235 |      |
| (Standort) | Siedlung des Neolithikums, der Bronze- und der Latènezeit.                            | D-5-6427-0281 |      |